# Pseudonympha hyperbius
Pseudonympha hyperbius är en fjärilsart som beskrevs av Carl von Linné 1764. Pseudonympha hyperbius ingår i släktet Pseudonympha och familjen praktfjärilar. Inga underarter finns listade.